# Popovnjak
Popovnjak (mađ. Kisfoktő) je selo u jugoistočnoj Mađarskoj.

## Zemljopisni položaj
Dunav je 1,5 km zapadno. Kalača je južno, Vusad je zapadno, Sabendak i sjevernije, Gider sjeverozapadno, Ordas je sjever-sjeverozapadno, Rislak i Gubelja su sjeveroistočno, Tinja i Ovamna Tinja su istočno-jugoistočno, Kmara je jugoistočno.

## Upravna organizacija
Upravno pripada kalačkoj mikroregiji u Bačko-kiškunskoj županiji. Pripada naselju Voktovu, zajedno s vikendaškim naseljem Meszesem. Usprkos tome, ne nosi isti poštanski broj kao Voktov: Voktov je 6331, a Popovnjak 6300.

## Stanovništvo
U Popovnjaku je prema popisu 2001. živilo 11 stanovnika. Stanovnici se nazivaju Popovnjačanima i Popovnjačkinjama.

## Promet
Kroz Popovnjak prolazi državna cestovna prometnica br. 51.